# Municipio de La Unión (kommun)
Municipio de La Unión är en kommun i Guatemala.   Den ligger i departementet Departamento de Zacapa, i den sydöstra delen av landet, 140 km öster om huvudstaden Guatemala City.